# Stephen Kotkin
Stephen Mark Kotkin (17 de fevereiro de 1959) é um historiador, acadêmico e autor norte-americano. Atualmente é professor de história e assuntos internacionais na Universidade de Princeton e membro da Instituição Hoover da Universidade Stanford. Ganhou vários prêmios e bolsas de estudo, incluindo a Bolsa Guggenheim, o Conselho Americano de Sociedades Aprendidas e a bolsa do National Endowment for the Humanities.
Seu livro mais recente é o segundo de três volumes planejados que discutem a vida e os tempos do premier soviético Josef Stalin, a saber: Stalin, Vol. II, Waiting for Hitler, 1928–1941 (2017).

## Carreira acadêmica
Kotkin formou-se na Universidade de Rochester em 1981 com um bacharelado em inglês. Estudou história russa e soviética sob Reginald E. Zelnik e Martin Malia na Universidade da Califórnia em Berkeley, onde obteve seu mestrado em 1983 e seu doutorado em 1988, ambos na história.
A partir de 1986, Kotkin viajou várias vezes à União Soviética e depois à Rússia para pesquisas acadêmicas e bolsas de estudo. Foi professor visitante na Academia de Ciências da Rússia (1993, 1995, 1998, 1999 e 2012) e sua antecessora, a Academia de Ciências da URSS (1991). Também foi professor visitante no Instituto de Ciências Sociais da Universidade de Tóquio em 1994 e 1997.
Ingressou no corpo docente da Universidade de Princeton em 1989 e foi diretor do Programa de Estudos Russos e Eurasianos por treze anos (1995–2008) e é atualmente o co-diretor do Programa de Certificação em História e Diplomacia (2015–presente). Atualmente é Professor John P. Birkelund de História e Assuntos Internacionais em Princeton. Também é W. Glenn Campbell and Rita Ricardo-Campbell National Fellow na Instituição Hoover da Universidade Stanford.

## Autor
Kotkin é autor de vários livros de não-ficção sobre história e livros didáticos e é talvez mais conhecido por Magnetic Mountain: Stalinism as a Civilization que expõe as realidades da vida cotidiana na cidade soviética de Magnitogorsk durante a década de 1930. Em 2001 publicou Armageddon Averted, uma breve história da dissolução da União Soviética.
É um colaborador frequente em assuntos russos e eurasianos e escreve resenhas de livros e filmes para várias publicações, incluindo o The New Republic, The New Yorker, Financial Times, The New York Times e The Washington Post. Também contribuiu como comentarista da National Public Radio (NPR) e da BBC.
Seu primeiro volume sobre a vida de Stalin, uma biografia de 900 páginas analisando sua vida até 1928, recebeu críticas positivas. Jennifer Siegel do The New York Times, chamou a biografia de "um conto fascinante, escrito com ritmo e desenvoltura. [...] Este primeiro volume deixa o leitor ansiando pela história ainda por vir". O segundo volume Waiting for Hitler, 1929-1941 foi publicado no final de 2017.
Atualmente está escrevendo o terceiro volume sobre Stalin e Miscalculation and the Mao Eclipse (TBA). Também está trabalhando numa história multissecular da Sibéria, com foco no vale do rio Ob.
Seu agente literário é Andrew Wylie.

## Obras publicadas
| Ano  | Título                                                                  | Colaborador(es)                                                     | Editora                                                                                                   | ISBN                |
| ---- | ----------------------------------------------------------------------- | ------------------------------------------------------------------- | --- | ------------------- |
| 1991 | Steeltown, USSR: Soviet Society in the Gorbachev Era                    |                                                                     | Berkeley: University of California; brochura com posfácio em 1993                                         | ISBN 0962262900     |
| 1995 | Rediscovering Russia in Asia: Siberia and the Russian Far East          |                                                                     | M. E. Sharpe                                                                                              | ISBN 1563245469     |
| 1995 | Magnetic Mountain: Stalinism as a Civilization                          |                                                                     | Berkeley: University of California                                                                        | ISBN 0520069080     |
| 2001 | Armageddon Averted: the Soviet Collapse, 1970-2000                      |                                                                     | Oxford e Nova Iorque: Universidade de Oxford; brochura com novo prefácio, 2003; edição atualizada em 2008 | ISBN 0192802453     |
| 2002 | Political Corruption in Transition: A Sceptic's Handbook                | Co-autoria com András Sajó                                          | Central European University Press                                                                         | ISBN 9639241466     |
| 2003 | The Cultural Gradient: The Transmission of Ideas in Europe, 1789–1991   | Co-autoria com Catherine Evtuhov                                    | Rowman & Littlefield                                                                                      | ISBN 0742520625     |
| 2005 | Korea at the Center: Dynamics of Regionalism in Northeast Asia          | Co-autoria com Charles K. Armstrong, Gilbert Rozman e Samuel S. Kim | M. E. Sharpe                                                                                              |                     |
| 2009 | Uncivil Society: 1989 and the Implosion of Communist Establishment      | Com contribuição de Jan Gross                                       | Nova Iorque: Modern Library/Random House                                                                  | ISBN 978-0679642763 |
| 2010 | Manchurian Railways and the Opening of China : an International History | Editado por Bruce A. Elleman                                        | M. E. Sharpe                                                                                              | ISBN 978-0765625144 |
| 2014 | Historical Legacies of Communism in Russia and Eastern Europe           | Co-editado com Mark Beissinger                                      | Cambridge University Press                                                                                | ISBN 1107054176     |
| 2014 | Stalin: Volume I: Paradoxes of Power, 1878–1928                         |                                                                     | Penguin Press                                                                                             | ISBN 1594203792     |
| 2017 | Stalin: Volume II: Waiting for Hitler, 1929-1941                        |                                                                     | Penguin Press                                                                                             | ISBN 978-1594203800 |